# Sphen und Magic
Sphen und Magic waren ein homosexuelles Paar männlicher Eselspinguine im Sea Life Sydney Aquarium, die sich dort 2018 begegneten und zwei Küken aufzogen. Im August 2024 verstarb Sphen.

## Beschreibung und Geschichte
Sphen war drei Jahre älter, größer und hatte einen größeren Schnabel. Er wurde im australischen Sea World in Gold Coast geboren; Magic im Sea Life Aquarium von Melbourne. Im Sommer 2018 trafen sie in dem Aquarium von Sydney aufeinander, dessen Pinguinkolonie mit ihnen 33 Exemplare betrug. Ihr individuelles Verhalten wurde in einem Artikel 2019 so beschrieben: Magic war erregbar und verspielt, jagte Spielzeug und glänzenden Dingen nach und grüßte die Besucher; Sphen war ruhiger, ernster und weniger interessiert an Spielzeug und Menschen.
Wie bei Eselspinguinen üblich, verbeugten sie sich bei ihrem ersten Aufeinandertreffen. Dann brachten sie einander ausgewählte Kieselsteine, die sie gegenseitig bewunderten, in der Hoffnung, zusammen ein Nest zu bauen. Pinguinwärterin Amy Lawrie bezeichnete diese Reaktion als Zeichen der Einwilligung – wäre einer der Pinguine nicht interessiert gewesen, hätte er die Steine abgelehnt, indem er sie mit dem Schnabel weggeschoben hätte. Auch sangen sie oft eng zusammenstehend füreinander. Pinguinwärterin Tish Hannan beschrieb, Magic habe häufig an seinem Platz nach Sphen Ausschau gehalten und nach ihm gerufen; der sei dann zu ihm gekommen und habe nach einer Verbeugung gemeinsam mit ihm gesungen. Sie hätten sich ausgewählt und fest aneinander gebunden und zeigten auch kein Interesse an anderen Pinguinen, während andere Jungtiere mit mehreren „flirteten“ und sich mehr Zeit nahmen, einen Partner zu finden. Zur Vorbereitung darauf, ein Ei auszubrüten, bauten sie das größte Nest der Kolonie. Auf diesem saßen sie andauernd, worauf die Aquariumsleiter ihnen zunächst eine Ei-Attrappe gaben.
Die heterosexuellen Paare der jungen Kolonie seien, wie für unerfahrene Vögel üblich, schlechte Eltern gewesen, indem sie ihre Nester zum Schwimmen und Spielen verließen, sodass Eier erkalteten und keine Jungtiere schlüpften. Da die weiblichen Pinguine normalerweise zwei Eier legen, aber nur ein Jungtier aufziehen, wurde beschlossen, als ein besonders nachlässiges heterosexuelles Paar ein Ei ungeschützt ließ, es Sphen und Magic zu geben; beide bebrüteten das Ei abwechselnd 28 Tage lang. Sie sangen dem Ei vor, noch bevor ein Jungtier schlüpfte, und wandten dem Küken sofort ihre Aufmerksamkeit zu, als es begann, sich aus der Schale zu picken. Am 19. Oktober 2018 schlüpfte ihr Küken als einziges in der Kolonie.
Als Eltern fütterten sie das Küken und sangen ihm vor. Aufgrund ihres Altersunterschieds versuchte Magic anfangs häufiger, seine Aufgaben abzugeben, aber er lernte mit der Zeit, sich an der Aufzucht zu beteiligen. Während Magic es fütterte, sang Sphen ihm als Zeichen, dass er es richtig mache, vor. Da die Geschlechtsteile der Pinguine sich innen befinden, kann ihr Geschlecht nicht schon bei der Geburt, sondern durch einen Bluttest festgestellt werden; daher erhielt das Küken vorerst den neutralen Spitznamen Sphengic. Drei Monate später, als das Küken bereits schwimmen und tauchen lernte, im Januar 2019, wurde bekanntgegeben, dass es weiblich ist; es wurde daraufhin später Lara genannt, der Spitzname Sphengic aber auch weiter verwendet.
Im November 2019 wurde Sphen und Magic ein zweites Ei gegeben. Das zweite Küken schlüpfte im Januar 2020 und erhielt später den Namen Clancy.
Als sich Sphens Gesundheitszustand verschlechterte, beschloss das Tierarztteam des Aquariums im August 2024, ihn einzuschläfern. Der Leichnam wurde Magic gezeigt, um diesem zu verstehen zu geben, dass sein Partner nicht zurückkehren werde. Magic begann sofort zu singen, und die gesamte übrige Pinguinkolonie stimmte mit ein.

## Rezeption
Das Aquarium teilte Videos des Paares, wie sie miteinander sangen und ihr Nest aus Steinchen bauten, die viral gingen und die Öffentlichkeit auf das männliche Paar aufmerksam machten. Besucher des Aquariums erkundigten sich von da an nach den „schwulen Pinguinen“. Andere protestierten gegen den Gebrauch des Wortes „schwul“ für Pinguine und nannten die Beziehung unnatürlich. Nachdem Australien erst im Dezember 2017 die Ehe für alle eingeführt hatte, wurden die Pinguine zu einem größeren Symbol der Gleichberechtigung für das Land. Sie galten bald als schwule Ikonen des Landes, erhielten ein Floß beim Sydney Gay and Lesbian Mardi Gras und wurden in der Serie Atypical über einen Autisten, zu dessen Spezialinteressen Pinguine gehören, behandelt. Das Aquarium nutzte ihre Berühmtheit und das Interesse an ihnen für Botschaften zu Themen wie Naturschutz, Umweltverschmutzung durch Plastik und Globale Erwärmung, die auch wilde Pinguine betreffen.

## Weblink
- Sphen, Magic & Sphengic bei Sea Life Sydney